# Митров, Сергей Евгеньевич
Сергей Евгеньевич Митров (1882—1952) — советский деятель образования, стоял у истоков создания вузов города Перми.

## Биография
Родился 7 октября 1882 года в Перми в многодетной семье преподавателя приходского училища.
После окончания классической мужской гимназии, в 1901 году поступил на историко-филологический факультет Московского университета. Не окончив его, в 1906 году, написал прошение об увольнении и вернулся в Пермь, где поступил на воинскую службу и стал бойцом ополчения второго разряда. Затем был зачислен в штат контрольной палаты на должность служащего канцелярии.
В 1907 году продолжил образование в Санкт-Петербургском историко-филологическом институте на отделении древних языков, одновременно став слушателем Санкт-Петербургского археологического института. Через два года окончил оба института и стал действительным членом Археологического института. В июне 1909 года он был назначен штатным преподавателем древних языков Егорьевской гимназии, а в августе 1912 года был переведён на должность учителя латинского и греческого языков 1-й Орловской гимназии, где проработал следующие шесть лет.

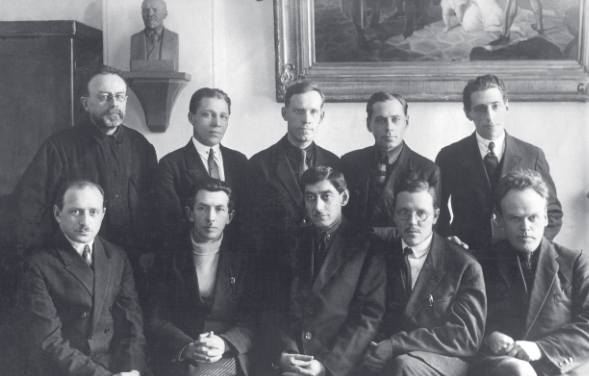
В Пермском государственном университете; Митров стоит первый слева

В связи с Октябрьской революцией, Сергей Митров в 1918 году оставил гимназию и был назначен председателем школьного совета 10-й Орловской советской школы и членом Комиссии по детским колониям. Через некоторое время он вернулся в Пермь и стал работать секретарём губернского отдела народного образования.
В 1924 года он был назначен управляющим делами Пермского государственного университета. Когда на рубеже 1920-х—1930-х годов в университете при ректоре С. А. Стойчеве началась кадровая чистка, С. Е. Митров, не поддержавший её, перешёл в Пермский государственный медицинский институт, где преподавал латинский язык и в 1932 году возглавил кафедру латинского языка. Работал на ней и в 1947 году.
Умер в апреле 1952 года.
Во время работы в Орловской гимназии был награждён орденом Святого Станислава 3-й степени; за труд в годы Великой Отечественной войны награждён медалью  «За доблестный труд в Великой Отечественной войне 1941-45 гг.».